# Fritænkning
 Denne artikel bør gennemlæses af en person med fagkendskab for at sikre den faglige korrekthed.

Fritænkning er en overvejende amerikansk[kilde mangler] filosofisk og ikke-politisk platform opstået i miljøet omkring skaberne af den amerikanske forfatning og oplysningstiden i Frankrig og Tyskland.
Fritænkere er naturalister. Virkeligheden begrænses til det, som kan erkendes gennem de 5 sanser eller indirekte indset gennem korrekt anvendt logisk tænkning. Sandhed er den udstrækning, som et udsagn passer med den reelle verden.
De fleste fritænkere betragter religion ikke blot som falsk men også som skadelig; religion har været brugt til at retfærdiggøre krig, slaveri, kønsdiskrimination, racisme, mishandling, intolerance og forfølgelse af mindretal. Stive religiøse dogmer kvæler fremskridtet. Fritænkere er overbevist om, at religiøse påstande ikke kan forsvares over for argumenter baseret på sund fornuft. Ikke blot er der intet at vinde ved at tro på noget falsk, men der er alt at tabe, når vi ofrer fornuftens uundværlige redskab på overtroens alter.
Fritænkere hævder at bekæmpe overtroens og dogmernes magt over forstandens sunde fornuft og er generelt sekularistiske og humanistiske i deres livssyn.
Blandt fritænkere finder man også agnostikere og ateister, og de kaldes ofte gudløse, gudsfornægtere, hedninge, skeptikere og tvivlere.
| filosofi | Spire Denne filosofiartikel er en spire som bør udbygges. Du er velkommen til at hjælpe Wikipedia ved at udvide den. |